# ليونيد كورافليوف
ليونيد فياتشيسلافوفيتش كورافليوف (بالروسية:Леони́д Вячесла́вович Куравлёв; ولد في 8 أكتوبر عام 1936) هو ممثل سينمائي ومسرحي روسي.

## حياته
ولد ليونيد كورافليوف في 8 أكتوبر عام 1936 في موسكو في عائلة عامل في مصنع الطائرات. وكانت امه فالينتينا كورافليوفا (1909-1993) حلاقة. لم يكن ليونيد متفوقا في الدراسة، ولا سيما في مواد مدرسية مثل الكيمياء والفيزياء والرياضيات. واعترف كورافليوف فيما بعد بان هذا الامر دفعه إلى ان يختار مهنة الممثل. لم يستطع الالتحاق بمعهد غيراسيموف الحكومي للسينما عام 1953 مما اضطره إلى ان يعمل في معمل النظارات في موسكو. ثم حاول الالتحاق بالمعهد مرة أخرى عام 1955 ونجح في ذلك.
وبدأ كورافليوف في اداء ادوار سينمائية منذ ان كان طالبا في المعهد. ولعب دور البحار في فيلم «البحار بانين» (1960) التاريخي الثوري من إخراج ميخائيل شفيتسير. ومن أكثر ادواره السينمائية شهرة وشعبية هي دور شورا بالاغانوف في فيلم «العجل الذهبي» (1968) الكوميدي من إخراج شفيتسير ودور أفاناسي في فيلم «أفونيا» الكوميدي من إخراج دانيليا (شاهده زهاء 62 مليون مشاهد هذا الفيلم عام 1975) ودور الحرامي جورج ميلوسلافسكي في فيلم «إيفان فاسيليفيتش يغير مهنته» (عام 1973) ودور الضابط النازي أيسمان في مسلسل «17 لحظة في الربيع» التلفزيوني (عام 1973) وغيرها من الأدوار. وبلغ اجمالي الأدوار السينمائيية التي لعبها ليونيد كورافليوف حوالى 200 دور.

## فيلموغرافيا مختارة
- فيي (1967)
- العجل الذهبي (1968)
- الدروس الأدبية (1968)
- الصبيان (1971)
- الثاني عشر شهراً (1972)
- إيفان فاسيليفيتش يغير مهنته (1973)
- أفونْيا (1975)
- مغامرات ترافكا (1976)
- نحن من الجاز (1983)
- المعلم ومارغريتا (1994)
- شيرلي-ميرلي (1995)

## أسرته
- زوجته - نينا كورافليوفا (1939-2012).
- إبنته - ايكاتيرينا كورافليوفا (من مواليد 1962)، ممثلة.
- إبنه - فاسيلي كورافليوف (من مواليد 1978)، تخرج من معهد موسكو للطرق والسيارات.

## وصلات خارجية
- ليونيد كورافليوف على موقع IMDb (الإنجليزية)
- ليونيد كورافليوف على موقع أول موفي (الإنجليزية)
- ليونيد كورافليوف على موقع قاعدة بيانات الأفلام السويدية (السويدية)
- ليونيد كورافليوف على موقع ديسكوغز (الإنجليزية)
- ليونيد كورافليوف على موقع قاعدة بيانات الفيلم (الإنجليزية)
- ليونيد كورافليوف على موقع كينوبويسك (الروسية)
- ليونيد كورافليوف على موقع قاعدة بيانات الأفلام